# Мы вместе XX лет
Мы вместе XX лет — концертный альбом группы «Алиса». Записан 15 ноября 2003 года на концерте, посвящённом 20-летнему юбилею группы и выходу альбома «Сейчас позднее, чем ты думаешь», с которого были исполнены все песни. Выступление проходило во Дворце спорта «Юбилейный» в Санкт-Петербурге. Этот концерт стал последним выступлением группы «Алиса» в Санкт-Петербурге в «старом составе». Через 10 дней группу покинули гитарист Андрей Шаталин и барабанщик Михаил Нефёдов, игравшие в «Алисе» (с небольшими перерывами) с момента её основания.
После песни «Ветер водит хоровод» Константин Кинчев обращает внимание на потасовку ОМОНовцев с фанатами группы, пришедшими на концерт (данный эпизод включён в официальные издания альбома). Песню «Родина» на этом концерте вместе с Константином Кинчевым исполнила его дочь, Вера.
Видео концерта неоднократно транслировалось по телевидению. В 2005 году телеверсия была показана по «Первому каналу», а в 2009 году — по телеканалу A-One, в 2015 году на РЕН ТВ показали полную тв версию этого концерта в честь юбилея Константина Кинчева в рамках программы Соль, в 2020 году на украинском канале «Интер». Во всех случаях часть песен была вырезана, чтобы не занимать эфирное время.

## Детали издания
Альбом был выпущен в конце апреля 2005 года на CD. На DVD альбом вышел 9 ноября 2005 года, в день концерта, на котором был записан следующий «живой альбом» «Алисы» под названием «Звезда по имени Рок». В 2014 году альбом был переиздан Bomba Music на трёх грампластинках, тираж напечатан в Германии.

## Отзывы
Музыкальная газета: «Перед нами — едва ли не лучшая „живая“ отечественная команда, за многие годы существования отточившая свою программу „от и до“, невзирая на изменения в составе. Песни разных лет, разного настроения, разного Кинчева. Две цоевские — „Спокойная ночь“ и „Песня без слов“, одна — Высоцкого („Ямщик (Я дышал синевой)“). Классика, новая и старая, – „Родина“, „Мое поколение“, „Аэробика“, „Трасса Е-95“, „Красное на чёрном“, „Мы вместе“. Классика „второй свежести“ — „По-барабану“, „Смутные дни“, „Небо славян“. Песенные повести и романы — „Повелитель блох“, „Грязь“, „Без креста“, „Ветер водит хоровод“, „Инок, воин и шут“». По мнению рецензента, «тяжеловато слушается», если песня идёт за песней.

## Список композиций
1. Intro
2. Родина
3. Земля
4. Повелитель блох
5. Грязь
6. По-барабану
7. Без креста
8. Смутные дни
9. Ямщик
10. Ветер водит хоровод
11. Емеля
12. Инок, воин и шут
13. Небо славян
14. Непокорные
15. Моё поколение
16. Всадники
17. Антихрист
18. Званые
19. Мама
20. Душа
21. Движение вспять
22. Аэробика
23. Трасса Е-95
24. Красное на чёрном
25. Нет войне
26. Спокойная ночь
27. Радости печаль
28. Песня без слов
29. Дурак и солнце
30. Мы вместе

## Состав
- Константин Кинчев — вокал, гитара
- Пётр Самойлов — бас-гитара, бэк-вокал
- Вера Панфилова — голос
- Андрей Шаталин — гитары
- Михаил Нефёдов — барабаны
- Евгений Лёвин — гитара
- Дмитрий Парфёнов — клавиши, голос
- Юрий Шлапаков — звук
- Вячеслав Батогов — администратор
- Левон Арутюнов — техник
- Андрей Мельник — свет